# Severochema

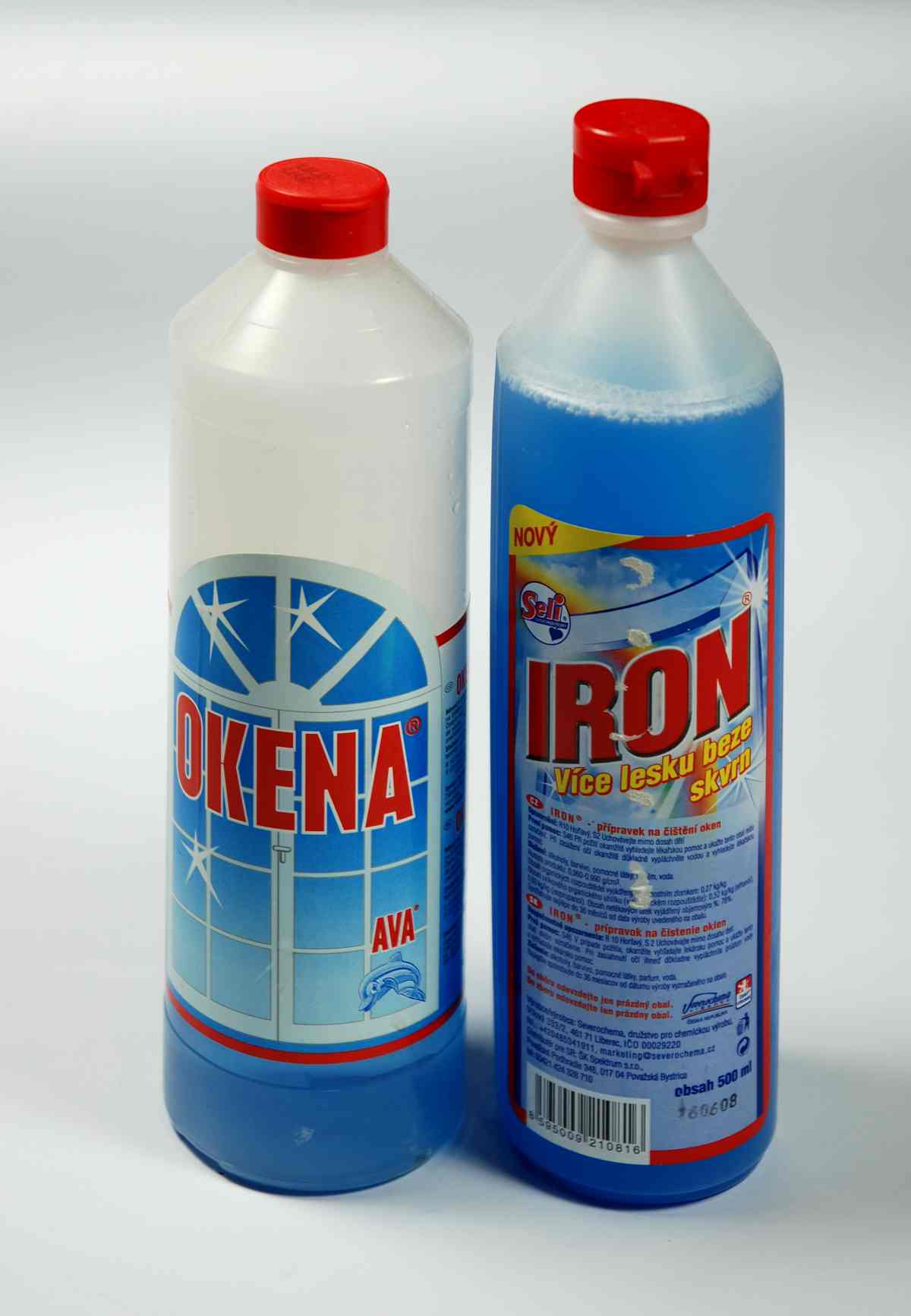
Iron (vpravo) je produktem společnosti

Severochema, družstvo pro chemickou výrobu, Liberec je české výrobní družstvo, které podniká v chemickém průmyslu. Vzniklo 1. října 1953 v Liberci. V počátcích existence podniku se výroba soustředila do třech provozoven, které se nacházely v Liberci, ve Varnsdorfu a v Horní Řasnici na Frýdlantsku. Po sametové revoluci se firma transformovala bez pomoci zahraničního kapitálu a k roku 2015 vyvážela své výrobky na Slovensko, do Maďarska, Ruska, Bulharska či Itálie nebo Skandinávie.
Mezi výrobky podniku se řadí například pevný podpalovač Pe-Po, dále nitroředidlo, tekutý škrob nebo přípravek pro čištění oken Iron. V roce 2013 činil podíl výrobku Pe-Po, který firma vyrábí od roku 1964, asi dvacet procent na celkovém zisku společnosti. Od roku 2001 nabízí Severochema také produkty, které slouží k ochraně proti posprejování graffiti nebo naopak pro odstranění nasprejovaných obrazců. Na tyto produkty získala firma od České asociace úklidu a čištění ocenění Inovace roku 2001.